# Kristian Woolf
Kristian Woolf, né le 6 juillet 1975 à Mount Isa (Australie), est un ancien joueur australien de rugby à XIII reconverti en tant qu'entraineur. Après une discrète carrière de joueur ne le permettant pas d'avoir sa chance en National Rugby League, Woolf se reconvertit en tant qu'entraîneur. Après de nombreuses expériences, il devient sélectionneur des Tonga qu'il mène en demi-finale de la Coupe du monde 2017 puis est nommé à compter de 2020 à St Helens en Super League.

## Biographie
Kristian Woolf est né et a grandi à Mount Isa dans le Queensland. Il joue au rugby à XIII à Souths Logan en 1996 et 1997 mais n'obtient pas sa chance en National Rugby League. Il débute à partir de 2002 une reconversation au poste d'entraîneur. Il s'occupe dans un premier temps des Townsville Brothers dans une compétition mineure ainsi que l'équipe d'Ignatius Park College avec lequel il remporte le championnat scolaire du Queensland en 2004.
En 2005, il est nommé manageur du développement des jeunes du club de NRL de North Queensland puis en 2009 entraîneur de l'équipe de jeunes du même club. Il atteint la finale en 2011 de ce championnat de jeunes pour la première fois, battu par l'équipe jeunes de New Zealand. Il est alors nommé adjoint d'Anthony Griffin à Brisbane en NRL. Il reprend ensuite en main l'équipe de Townsville en 2015 avec lequel il atteint la finale de la Queensland Cup en 2015. Parallèlement, il est nommé sélectionneur de la sélection des Tonga dans l'optique de la Coupe du monde 2017 dont il réussit à les qualifier grâce à une victoire en match de barrage contre les Îles Cook.
En 2018, il est nommé entraîneur adjoint à Newcastle puis prend en main temporairement le club pour deux rencontres en 2019 à la suite du licenciement de Nathan Brown. En septembre 2019, il est nommé à compter de 2020 entraîneur du club anglais de St Helens en prenant la suite de Justin Holbrook qui quitte le club sur un titre de Super League.

## Palmarès
- Collectif : 
  - Vainqueur de la Super League : 2020, 2021 et 2022 (St Helens).
  - Vainqueur de la Challenge Cup : 2021 (St Helens).

### Détails en club
| Année | Année | Club              | Compétition | Saison régulière | Saison régulière | Saison régulière | Saison régulière | Saison régulière | Phase finale | Phase finale | Phase finale | Phase finale | Phase finale |               |
| Année | Année | Club              | Compétition | Class.           | MJ               | V.               | N.               | D.               | Perf.        | MJ           | V.           | N.           | D.           |               |
| Adjoint de Nathan Brown aux Newcastle Knights, il remplace celui-ci lors de deux rencontres en 2019 après son limogeage   |       |                   |             |                  |                  |                  |                  |                  |              |              |              |              |              |               |
| 2019 | 2019  | Newcastle Knights | NRL         | 11e              | 2                | 1                | 0                | 1                | Non qualifié | -            | -            | -            | -            |               |
| Année | Année | Club              | Compétition | Saison régulière | Saison régulière | Saison régulière | Saison régulière | Saison régulière | Phase finale | Phase finale | Phase finale | Phase finale | Phase finale | Challenge Cup |
| Année | Année | Club              | Compétition | Class.           | MJ               | V.               | N.               | D.               | Perf.        | MJ           | V.           | N.           | D.           | Challenge Cup |
| 2020 | 2020  | St Helens RLFC    | SL          | 2e               | 27               | 12               | 0                | 5                | Champion     | 2            | 2            | 0            | 0            | 1/4 finale    |
| 2021 | 2021  | St Helens RLFC    | SL          | 2e               | 21               | 16               | 0                | 5                | Champion     | 2            | 2            | 0            | 0            | Vainqueur     |
| 2022 | 2022  | St Helens RLFC    | SL          | 1er              | 27               | 21               | 0                | 6                | Champion     | 2            | 2            | 0            | 0            | 1/2 finale    |
| Année | Année | Club              | Compétition | Saison régulière | Saison régulière | Saison régulière | Saison régulière | Saison régulière | Phase finale | Phase finale | Phase finale | Phase finale | Phase finale |               |
| Année | Année | Club              | Compétition | Class.           | MJ               | V.               | N.               | D.               | Perf.        | MJ           | V.           | N.           | D.           |               |
| Kristian Woolf prend une fois le poste d'entraîneur en chef des Dolphins en 2024 à la suite de l'absence de Wayne Bennett |       |                   |             |                  |                  |                  |                  |                  |              |              |              |              |              |               |
| 2024 | 2024  | Dolphins          | NRL         | 10e              | 1                | 1                | 0                | 0                | Non qualifié | -            | -            | -            | -            |               |
| 2025 | 2025  | Dolphins          | NRL         | -                | -                | -                | -                |                  | -            | -            | -            | -            | -            |               |